# Adolf Kettner
Adolf Kettner byl slezský německy mluvící pedagog, vlastivědný pracovník, redaktor a ústřední postava při založení muzea ve Frývaldově, v němž posléze působil jako správce sbírek. Byl členem řady spolků, například Moravsko-slezského sudetského horského spolku (Mährisch-Schlesischer Sudetengebirgsverein, MSSGV), v jehož rámci se velmi zasloužil o vydávání časopisu Altvater.
Adolf Kettner byl literárně činný především ve vydávání turistických průvodců a jejich aktualizací v průběhu let. Vydal např. Kleiner Führer durch Freiwaldau-Gräfenberg und Umgebung (1892), Wegweiser für Touristen im Vereinsgebiete des mährisch-schlesischen Sudetengebirges (1895).
Pro vlastivědnou práci jesenického regionu je velmi zásadní práce Ehrenhalle des politischen Bezirkes Freiwaldau (1904), která se věnuje životu a dílu významných obyvatel. Rovněž tuto práci později přepracoval. 